# Puerto Barrios, Guatemala
Puerto Barrios är en departementshuvudort i Guatemala.   Den ligger i kommunen Municipio de Puerto Barrios och departementet Departamento de Izabal, i den östra delen av landet, 240 km nordost om huvudstaden Guatemala City. Puerto Barrios ligger 7 meter över havet och antalet invånare är 56 605.
Terrängen runt Puerto Barrios är platt åt nordost, men åt sydväst är den kuperad. Havet är nära Puerto Barrios åt nordväst. Runt Puerto Barrios är det ganska tätbefolkat, med 80 invånare per kvadratkilometer. Det finns inga andra samhällen i närheten. Omgivningarna runt Puerto Barrios är en mosaik av jordbruksmark och naturlig växtlighet.